# Renato Janine Ribeiro
Renato Janine Ribeiro GCRB • CMC (Araçatuba, 9 de dezembro de 1949) é um professor de filosofia, cientista político, escritor e colunista brasileiro. Foi ministro da Educação do Brasil, entre abril e setembro de 2015. Foi eleito presidente da Sociedade Brasileira para o Progresso da Ciência em junho de 2021.
É Professor-titular da cadeira de Ética e Filosofia política da Faculdade de Filosofia, Letras e Ciências Humanas da Universidade de São Paulo (FFLCH-USP). Recebeu o Prêmio Jabuti de Literatura em 2001, graças à obra "A Sociedade Contra o Social" (Editora Companhia das Letras), bem como foi condecorado com a Ordem Nacional do Mérito Científico, em 1998, e com a Ordem de Rio Branco, em 2009. Atualmente trabalha como colunista do jornal Valor Econômico.

## Biografia
Enquanto professor de filosofia, Renato Janine Ribeiro é conhecido sobretudo por seus trabalhos sobre o pensador inglês Thomas Hobbes, acerca da cultura política nas “sociedades ocidentais dissidentes” (entre as quais inclui o Brasil e a América Latina) e por sua participação no debate político brasileiro. Desde 1993, é professor titular de Ética e Filosofia Política da Faculdade de Filosofia, Letras e Ciências Humanas da Universidade de São Paulo (FFLCH), onde começou a lecionar em 1975, tendo-se porém afastado do exercício deste cargo em 2004 para assumir a Diretoria de Avaliação da Capes, órgão legalmente incumbido da avaliação e eventual fechamento dos programas de pós-graduação existentes no Brasil, que exerceu até outubro de 2008.
Concluiu o curso universitário de filosofia na USP; depois, fez seu mestrado na Universidade de Paris I (Sorbonne), em 1973, sob orientação de Pierre Burgelin, apresentando a dissertação "La Notion de Souverain Chez Thomas Hobbes". Mais tarde, já de volta ao Brasil, concluiu o seu doutorado pela Universidade de São Paulo, sob orientação de Luiz Roberto Salinas Fortes. Sua tese de doutorado, "Ao Leitor sem Medo", tornou-se um livro publicado pela Editora UFMG. Iniciou-se academicamente trabalhando em cima do pensamento de Thomas Hobbes, e depois abrangeu seus temas, interessando-se por filosofia política.

## Vida
Seu trabalho intelectual pode-se dividir em duas fases principais. A primeira é marcada por seus estudos sobre Thomas Hobbes, filósofo inglês do século XVII que começou a estudar em 1968, ao mesmo tempo que a ditadura militar se endurecia no Brasil, com a promulgação do Ato Institucional Número Cinco, em dezembro daquele ano, o qual fechou o Congresso e suspendeu as liberdades políticas e cívicas. Janine sentiu particular interesse pelo pensamento de Hobbes, por defender um Estado autoritário e forte mas sem as desculpas usuais nos regimes de exceção. Estudou na Sorbonne, onde concluiu seu mestrado em 1973. Neste trabalho, publicado em 1978 com o título de "A Marca do Leviatã" é reeditado em 2003 pela Ateliê Editorial, procura ver quais são as brechas que existem dentro de um poder que pretende ser forte como o Estado hobbesiano, e identifica duas. A primeira é o fato de que, não havendo controle popular sobre o Estado, a única forma de assegurar que o soberano não abuse de sua autoridade é o risco da revolução, que funciona como um termostato do poder. Embora a revolução seja detestada por Hobbes e não possa ser conceituada por ele, funciona como um controle en creux dos descaminhos do poder. A segunda é a impossibilidade, em que se encontra Hobbes, apesar de pessoalmente monarquista, de dar à escolha do melhor regime político um estatuto tão rigorosamente dedutivo quanto o que emprega nas demais questões políticas.
Voltando ao Brasil em 1976, conclui seu doutorado pela Universidade de São Paulo, com outro trabalho sobre Thomas Hobbes, "Ao Leitor sem Medo. Parte da pergunta sobre “o solo” a partir do qual fala o filósofo, e conclui que Hobbes não fala de algum solo específico (é monarquista mas, por também ser contratualista, obtém a decidida oposição dos que apóiam a realeza de direito divino). Sustenta então que o importante não é de onde Hobbes fala, mas para quem fala: para “o leitor sem medo”, isto é, aquele que não é dominado pela paixão triste que corresponde, na física à aversão, e sim pela paixão da esperança, pelo princípio físico do apetite. Também confronta Hobbes com a tradição jurídica inglesa, mostrando como destoa da common law – o que, mais uma vez, o aproxima dos reis, em especial de Jaime I, simpáticos a uma lei simples, codificada e editada pelo monarca. Mas também se afasta dos monárquicos num ponto fundamental porque, enquanto o rei Jaime condena as “curiosities” dos cidadãos privados que se metem a perscrutar os “mistérios da realeza”, que deveriam ser vedados a quem não é ungido de Deus, é exatamente esse exame que Hobbes promove, ao reivindicar ser o criador da ciência política – e, ademais, ao dizer que a “curiosity” é precisamente o que distingue o homem dos animais.
Numa segunda fase, após o doutoramento, procurou fazer uso do conhecimento filosófico para refletir sobre a sociedade atual e seus antecedentes. Assim, escreveu ensaios sobre o medo na Revolução Francesa e em Stendhal – e, sobretudo a partir de 1989, com o início autoritário do governo Fernando Collor, procurou o que entendia ser a aplicação da melhor filosofia política de nosso tempo às condições de uma sociedade carente de democracia. Ao longo da década de 1990 escreveu vários ensaios a esse respeito mas, gradualmente, passou à convicção de que uma sociedade ocidental dissidente (como a brasileira) não apenas deve ser esclarecida pela filosofia política moderna e contemporânea como também, e sobretudo, pode contestar e alterar princípios fundamentais desse pensamento hegemônico da economia e política, que caracterizou como “norte-atlântico”. Assim, se reconhece o déficit democrático da sociedade dissidente, considera por outro lado que ela não pode ser entendida como simplesmente atrasada, ou necessitando ser preenchida por conteúdos já dados e testados no Atlântico Norte. No seu entender, a principal contribuição que se pode dar à teoria política atual é a ênfase maior nos afetos. Estes teriam sido desqualificados à medida mesma que se construiu a política moderna, a partir do século XVI, com o primado do Estado de direito, da razão e do objetivo de uma certa imparcialidade, que tem seu modelo no juiz. Com isso, os afetos foram “deportados” para o Oriente, fazendo ressurgir, com nova carga significativa (e altamente negativa), a figura antiga do “déspota oriental”.
Segundo Janine Ribeiro, o custo disso foi que o afeto, na política moderna, só pôde ser entendido como autoritário, sendo excelentemente empregado pelos ditadores e políticos mais avessos à emancipação popular: enquanto as causas republicana, democrática, socialista e autenticamente liberal (que, a seu ver, resumem ainda que com conflitos entre si “a boa política de nosso tempo”) se racionalizaram altamente, o espaço das massas ficou relegado aos demagogos e a própria ideia de usar o afeto na política foi desprezada, cabendo na melhor das hipóteses aos promotores do marketing político e, na pior, aos autoritários e totalitários. No seu entendimento, porém, há que democratizar o afeto ao mesmo tempo que tornar a democracia e de modo geral a “boa política” mais presentes no plano afetivo, único modo de consumar a realização de uma democracia de massas. Em 2014, assinou um abaixo-assinado declarando apoio a maior participação de movimentos sociais dentro do governo brasileiro.
Em junho de 2021, foi eleito presidente da Sociedade Brasileira para o Progresso da Ciência (SBPC) para o biênio 2021-2023.

## Obras
Autor de diversos livros e ensaios, entre eles: A marca do Leviatã (1978), A última razão dos reis - ensaios de filosofia e política (1993), Ao leitor sem medo - Hobbes escrevendo contra o seu tempo (1999), A etiqueta no antigo regime (1999), A sociedade contra o social: o alto custo da vida pública no Brasil (2000), ganhador do Prêmio Jabuti de Literatura em 2001, na categoria de Ensaios e Ciências Humanas e A universidade e a vida atual (2003).
Janine Ribeiro também participa da política científica brasileira, tendo sido membro da Diretoria e do Conselho da Sociedade Brasileira para o Progresso da Ciência (SBPC), do Conselho Deliberativo do CNPq e ocupando a Diretoria de Avaliação da Capes de 2004 a 2008. Concorreu em 2003 à presidência da SBPC, na única eleição da entidade em que três candidatos disputaram esse cargo, perdendo por um por cento dos votos. Fez sua campanha pela Internet e a curiosidade é que nos votos eletrônicos empatou com o candidato Candotti, que acabou vencendo por 30 votos nas cédulas em papel. O relato de sua campanha está no livro Por uma nova política, editado no mesmo ano pela Ateliê Editorial. Em 2008, retornou à Universidade de São Paulo. No mesmo ano, tinha sido aprovado no concurso de professor titular de Filosofia da recentemente criada Universidade Federal do ABC, cargo, porém, que ainda não assumiu. Também foi curador das edições iniciais (2003 e 2004) do Café Filosófico da CPFL, exibido na TV Cultura. 
Posteriormente, concebeu e apresentou as duas séries de ética gravadas pela TV Futura, dirigidas pela cineasta Carolina Sá e exibidas nesse canal e, em 2007-8, na TV Globo.

## Ministro da Educação
Em 27 de março de 2015 foi indicado pela presidente Dilma Rousseff como próximo ministro da Educação, substituindo Cid Gomes, que renunciou ao cargo, tendo como principal desafio a implementação do Plano Nacional de Educação (PNE), que foi sancionado em 2014 e impõe metas que devem ser atingidas até 2024. Tomou posse em 6 de abril de 2015 e foi exonerado em dia 30 de setembro do mesmo ano.